# Sozialversicherung (Deutschland)
Die gesetzliche Sozialversicherung ist in Deutschland (als Deutsche Sozialversicherung) die wichtigste Institution der sozialen Sicherung. Die Für- und Vorsorge durch die Sozialversicherung ist gesetzlich eng geregelt, die Organisation erfolgt durch selbstverwaltete Versicherungsträger. Der Leistungsbedarf eines Jahres wird nahezu vollständig aus dem Beitragsaufkommen der Versicherungspflicht desselben Jahres bestritten, d. h. angesammeltes Kapital dient im Wesentlichen nur als kurzzeitige Schwankungsreserve (Nachhaltigkeitsrücklage, Generationenvertrag). Die Leistungen werden vorwiegend als für alle Versicherten gleiche Sachleistungen (Solidaritätsprinzip) oder als beitragsabhängige Geldleistungen (zum Beispiel Renten, Krankengeld) erbracht. Zu den Aufgaben der Sozialversicherung gehören neben den Versicherungsleistungen im engeren Sinn auch Prävention und Rehabilitation.
In Deutschland sind die sozialen Sicherungssysteme stark an die Höhe des Entgelts für Erwerbsarbeit gekoppelt. Nichterwerbstätige Ehegatten sind in der Kranken- und Pflegeversicherung indirekt beim erwerbstätigen Ehegatten mitversichert, in der Rentenversicherung profitieren sie von den Leistungen als Hinterbliebene, ohne selbst versichert zu sein.
Die Sozialversicherung (SV) besteht in Deutschland aus fünf Zweigen:
- Gesetzliche Krankenversicherung (GKV)
- Pflegeversicherung (PV)
- Gesetzliche Rentenversicherung (GRV)
- Arbeitslosenversicherung (ALV)
- Gesetzliche Unfallversicherung (GUV)

## Geschichte

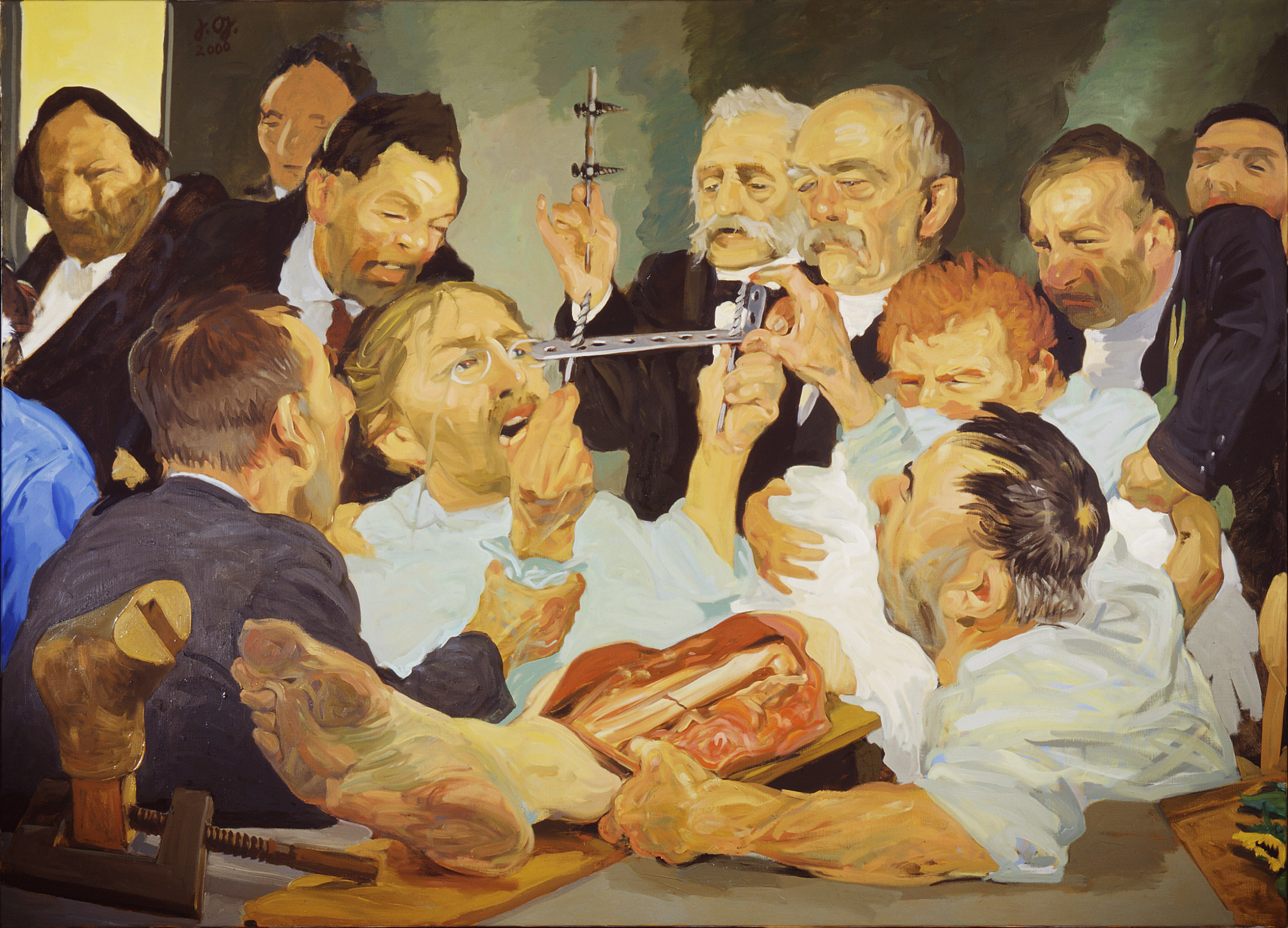
Otto von Bismarck als Vater der Sozialversicherung unter Chirurgen (Johannes Grützke)

Seit 1883 wurde, initiiert durch die sogenannte Kaiserliche Botschaft, eine Absicherung der arbeitenden Bevölkerung, vor allem der Industriearbeiter, gegen Unfall, Krankheit und die Risiken von Invalidität und Alter angestrebt. So sollte insbesondere die industrielle Produktivität gesichert werden. Es wurden schrittweise folgende Versicherungszweige aufgebaut:
- 1883 Krankenversicherung
- 1884 Unfallversicherung
- 1889 Rentenversicherung (ursprünglich Invaliditäts- und Altersversicherung)
- 1927 Arbeitslosenversicherung
- 1957 Rentenreform 1957: Einführung der dynamischen Rente
- 1995 Pflegeversicherung (der Krankenversicherung angegliedert)

Nur bei der Krankenversicherung besteht ein eingeschränkter Wettbewerb um Mitglieder zwischen den in Kassenarten gegliederten Krankenkassen und gegenüber den privaten Krankenversicherungsunternehmen. Die Pflegeversicherung folgt der Krankenversicherung, d. h. mit der Wahl der Krankenkasse wird zugleich die Pflegekasse bei dieser gewählt. In den übrigen Versicherungszweigen gibt es monopolartige Zuweisungen, d. h. nur einen zuständigen Versicherungsträger.
Die Sozialversicherung der DDR lag beim Gewerkschaftsbund in der Sozialversicherung des Freien Deutschen Gewerkschaftsbunds.

## Rechtsform
Die etwa 550 Träger der deutschen Sozialversicherungen (Krankenkassen, Berufsgenossenschaften, Rentenversicherungsträger und andere) sind als öffentlich-rechtliche Körperschaften organisiert. Sie werden durch die von Arbeitgebern und Versicherten in der Sozialwahl gewählten Selbstverwaltungsorgane gesteuert. Die Selbstverwaltung wird grundsätzlich paritätisch durch die Versicherten und die Arbeitgeber ausgeübt (§ 29 Abs. 2 SGB IV). Abweichend hiervon setzt sich die Selbstverwaltung der Ersatzkassen alleine durch die Versichertenvertreter zusammen (§ 44 SGB IV). Die Selbstverwaltung der Bundesagentur für Arbeit gehören zusätzlich Vertreter von öffentlichen Körperschaften an. Daher setzt sich diese Selbstverwaltung zu gleichen Teilen aus Mitgliedern zusammen, die Arbeitnehmerinnen und Arbeitnehmer, Arbeitgeber und öffentliche Körperschaften vertreten (§ 371 Abs. 5 SGB III). Alle Sozialversicherungsträger unterliegen der staatlichen Aufsicht durch Landes- und Bundesministerien.

## Rechtsgrundlage
Rechtsgrundlage der Sozialversicherung ist das Sozialgesetzbuch (SGB). Für die obengenannten Versicherungen gelten folgende Teile:
- Alle Sozialversicherungszweige: Viertes Buch Sozialgesetzbuch (SGB IV)
- Krankenversicherung: Fünftes Buch Sozialgesetzbuch (SGB V)
- Rentenversicherung: Sechstes Buch Sozialgesetzbuch (SGB VI)
- Unfallversicherung: Siebtes Buch Sozialgesetzbuch (SGB VII)
- Pflegeversicherung: Elftes Buch Sozialgesetzbuch (SGB XI)
- Arbeitsförderung: Drittes Buch Sozialgesetzbuch (SGB III)

Ob die Regeln eingehalten werden, wird in sog. Sozialversicherungsprüfungen bei den Unternehmen in regelmäßigen Abständen überprüft.
Außerdem gelten die allgemeinen Regelungen, die sich im Sozialgesetzbuch I und X finden. Einige wenige Bestimmungen sind noch in der Reichsversicherungsordnung (RVO) zu finden.

## Finanzierung
Finanziert wird die Sozialversicherung zum überwiegenden Teil aus Beiträgen, in einigen Zweigen erhalten die Leistungsträger für versicherungsfremde Leistungen Zuschüsse aus Steuermitteln (siehe z. B.  Gesundheitsfonds). Die Beiträge werden vom Arbeitsentgelt (bis zur Höhe der jeweiligen Beitragsbemessungsgrenze) mit dem jeweiligen Beitragssatz erhoben. Die Summe aller Beitragssätze beträgt ca. 40 %. In der Regel werden die Beiträge in gleicher Höhe von Arbeitnehmern und Arbeitgebern getragen. Die Arbeitnehmer zahlen daher ungefähr 20 % ihres Arbeitsentgelts an die Sozialversicherung.
Der Gesamtsozialversicherungsbeitrag wird von der Einzugsstelle eingezogen.
Die Beiträge zur Unfallversicherung trägt der Arbeitgeber allein. Im Bereich der Krankenversicherung wurden zwischen dem 1. Juli 2005 und dem 31. Dezember 2014 0,9 % des Arbeitsentgelts als Beitrag allein vom Arbeitnehmer getragen. Anschließend war der Beitragssatz des Zusatzbeitrags abhängig von der gewählten Krankenkasse. Seit dem 1. Januar 2019 wird der weiterhin kassenabhängige Zusatzbeitrag wieder paritätisch von Arbeitgebern und Arbeitnehmern gezahlt. Im Bereich der Pflegeversicherung gibt es zum einen eine ungleiche Verteilung bei Beschäftigungen in Sachsen, da dort bei der Einführung der Pflegeversicherung im Jahr 1995 kein Feiertag weggefallen ist, und zum anderen tragen kinderlose Arbeitnehmer alleine einen Beitragszuschlag.
Weitere Abweichungen hinsichtlich der paritätischen Beitragstragung gibt es auch bei Geringfügig Beschäftigten (2023: monatlicher Verdienst bis 520,00 €) und im Übergangsbereich (2023: 520,01 bis 2.000,00 €). Bei den Geringfügig Beschäftigten zahlt der Arbeitgeber Pauschalbeiträge an die Kranken- und Rentenversicherung. Beschäftigte, die sich in der Rentenversicherung nicht befreien lassen, zahlen nur die Differenz zwischen dem vollen Rentenversicherungsbeitrag und dem Pauschalbeitrag zur Rentenversicherung des Arbeitgebers. Im Übergangsbereich zahlt der Arbeitgeber den normalen halben Beitragsanteil vom Arbeitsentgelt, für die Beschäftigten erhöht sich der prozentuale Beitragsanteil je höher ihr Arbeitsentgelt wird, bis bei einem Arbeitsentgelt von 2.000,00 €, dann ist der volle halbe Beitragsanteil des Arbeitnehmers erreicht wird.

## Diskussion der Weiterentwicklung
Von den Arbeitgebern wird die grundsätzliche paritätische Finanzierung zunehmend weiter in Frage gestellt. Sie argumentieren, die hohen Lohnnebenkosten beschleunigten den Arbeitsplatzabbau und die Zunahme von Schwarzarbeit, was wegen der entgangenen Einnahmen im Endeffekt die Finanzierungsprobleme der Sozialversicherung noch verschärfen würde (siehe hierzu auch Agenda 2010, Sozialabbau, Überalterung).
Seit einigen Jahren wird erwogen, die Sozialversicherung auf eine andere finanzielle Basis zu stellen. Dies gilt besonders für den Bereich der Krankenversicherung, wo eine Bürgerversicherung oder eine Gesundheitsprämie diskutiert wird. Dies liegt vor allem daran, dass bei den Krankenversicherungen die ausgezahlten Leistungen überwiegend nicht mehr relativ zum eingezahlten Betrag stehen. Ursache dafür ist die Verschiebung des Leistungsschwerpunktes vom (beitragsabhängigen) Krankengeld (früher 95 %, heute 5 % der Kosten) zu (unabhängig vom Beitrag gewährten) ärztlichen Leistungen. Die Sinnhaftigkeiten von Versicherungspflichtgrenze, Beitragsbemessungsgrenze und der einseitigen Orientierung am Arbeitseinkommen werden kontrovers diskutiert. Gefordert wird auch die Einbeziehung von Beamten und Selbstständigen in die gesetzliche Krankenversicherung.
Andere Konzepte sehen eine Umsteuerung auf teilweise Kapitaldeckung und private Versicherungen vor. In einzelnen Zweigen der Sozialversicherung wurde bereits ein Abbau der Leistungen eingeleitet. Stärkere Selbstbeteiligungen der Versicherten (zum Beispiel Praxisgebühr) dienen aber auch durch Schaffung von Kostenbewusstsein der Dämpfung der Leistungsnachfrage.

## Rechengrößen der Sozialversicherung in Deutschland
Im Sinne der gerechten Fortschreibung von Beiträgen und Leistungen werden wesentliche Rahmenbedingungen durch die in Gesetz oder Verordnung festgelegten Rechengrößen der Sozialversicherung für jeweils ein Jahr festgelegt.

## Die gesetzliche Sozialversicherung in der Volkswirtschaftlichen Gesamtrechnung
Die staatliche Sozialversicherung (SV) bildet zusammen mit den Gebietskörperschaften (Bund, Länder, Gemeinden) den Sektor Staat. Der Finanzierungssaldo des Staates insgesamt in Abgrenzung der Volkswirtschaftlichen Gesamtrechnung (VGR) ist Gegenstand der „Maastrichtkriterien“. Der Finanzierungssaldo der SV in Abgrenzung der VGR im Unterschied zur Abgrenzung der Finanzierungsrechnung geht damit in den Finanzierungssaldo des Staates insgesamt ein.